# Гавайи 5.0 (1-й сезон)
Первый сезон американского телесериала «Гавайи 5.0», премьера которого состоялась на канале CBS 20 сентября 2010 года, а заключительная серия вышла 16 мая 2011 года, состоит из 24 эпизодов. Шоу является ремейком телесериала 1968-80 годов и вышло ровно через 42 года после него.
Телесериал был разработан Питером М. Ленковым, Алексом Куртцманом и Роберто Орси. Сериал рассказывает о работе специального подразделения полиции под руководством бывшего морского офицера Стива Макгарретта (Алекс О’Лафлин) на Оаху.

## В ролях

### Основной состав
- Алекс О’Лафлин — Стив Макгарретт
- Скотт Каан — Дэнни «Дэнно» Уильямс
- Дэниел Дэ Ким — Чин Хо Келли
- Грейс Пак — Коно Калакауа

### Второстепенный состав
| - Мишель Борт — Кэтрин Роллинз - Деннис Чун — сержант Дюк Лукела - Марк Дакаскос — Во Фат - Тейлор Грубс — Грейс Уильямс - Джеймс Марстерс — Виктор Хесс - Маси Ока — доктор Макс Бергман | - Лариса Олейник — Дженна Кей - Тэрин Мэннинг — Мэри Энн Макгарретт - Джин Смарт — губернатор Пэт Джеймсон - Тэйлор Уайли — Камекона - Клэр ван дер Бум — Рэйчел Эдвардс - Уилл Юн Ли — Санг Мин |

## Эпизоды
| № общий | № в сезоне | Название                                     | Режиссёр          | Автор сценария                                                                        | Дата премьеры    | Произв. код | Зрители в США (млн) |
| --- | ---------- | -------------------------------------------- | ----------------- | ------------------------------------------------------------------------------------- | ---------------- | ----------- | ------------------- |
| 1 | 1          | «Pilot» «Пилот»                              | Лен Уайзман       | История: Алекс Куртцман, Роберто Орси и Питер М. Ленков Телесценарий: Питер М. Ленков | 20 сентября 2010 | 101         | 14,20               |
| Морской офицер Стив Макгаррет, уроженец Гавайских островов, возвращается на Оаху расследовать убийство отца. Губернатор штата Гавайи предлагает Стиву создать полицейскую команду быстрого реагирования. К команде, получившей название «Отдел 5.0» присоединяются полицейский Дэнни «Дэнно» Уильямс, бывший полицейский Чин Хо Келли, двоюродная сестра Чина — Кона Калакауа, выпускница полицейской академии. В результате расследования Стив встречается с убийцей отца — террористом Виктором Хессом и стреляет в него. |            |                                              |                   |                                                                                       |                  |             |                     |
| 2 | 2          | «Ohana» «Семья»                              | Брэд Тёрнер       | Сара Голдфингер и Пол Збышевски                                                       | 27 сентября 2010 | 103         | 12,72               |
| С целью предотвратить нарушение безопасности государства, отряд 5.0 должен как можно скорее найти похищенного УНБ специалиста по кибертерроризму. |            |                                              |                   |                                                                                       |                  |             |                     |
| 3 | 3          | «Malama Ka Aina» «Почтение к земле»          | Пол Эдвардс       | Кэрол Барби и Кайл Харимото                                                           | 4 октября 2010   | 102         | 12,24               |
| Когда разгоревшаяся война молодёжных группировок проникает на трибуны школьной футбольной игры и несколько болельщиков получают ранения, отряд 5.0 раскрывает неожиданное сотрудничество между самоанскими и местными бандами. |            |                                              |                   |                                                                                       |                  |             |                     |
| 4 | 4          | «Lanakila» «Победа»                          | Алекс Закржевский | Питер М. Ленков, Алекс Куртцман и Роберто Орси                                        | 11 октября 2010  | 105         | 10,69               |
| Перед отрядом 5.0 стоит задача выследить осуждённого за совершение насильственного преступления, который сбежал из тюрьмы в поисках украденных денег и похитил молодую пару, отдыхающую в Вайкики. Из Лос-Анджелеса приезжает сестра Макгаррета. |            |                                              |                   |                                                                                       |                  |             |                     |
| 5 | 5          | «Nalowale» «Забытый или пропавший»           | Брэд Тёрнер       | Дж. Р. Орси и Дэвид Волков                                                            | 18 октября 2010  | 104         | 10,94               |
| Когда дочь американского посла в Филиппинах найдена мёртвой у побережья Вайкики, губернатор даёт задание отряду 5.0 найти её сестру, которую тоже похитили. |            |                                              |                   |                                                                                       |                  |             |                     |
| 6 | 6          | «Ko'olauloa» «Западный берег»                | Мэтт Эрл Бисли    | Кэрол Барби и Кайл Харимото                                                           | 25 октября 2010  | 106         | 10,23               |
| Известный глава команды серфингистов, успешный бизнесмен Адамс застрелен посреди толпы. Одним из подозреваемых становится давний друг Коны — Бен Басс, чей отец был совладельцем бизнеса с Адамсом. |            |                                              |                   |                                                                                       |                  |             |                     |
| 7 | 7          | «Ho'apono» «Принятие»                        | Джеймс Уитмор мл. | Питер М. Ленков и Джим Галассо                                                        | 1 ноября 2010    | 107         | 10,86               |
| Когда находящийся в бегах за убийство и отрицающий свою вину «морской котик» берёт заложников и прячется на борту мемориал-линкора «Миссури», Макгаррет должен использовать все свои навыки «морского котика», чтобы разрядить обстановку. |            |                                              |                   |                                                                                       |                  |             |                     |
| 8 | 8          | «Mana'o» «Вера»                              | Мэтт Эрл Бисли    | Пол Збышевски и Джим Галассо                                                          | 8 ноября 2010    | 108         | 10,23               |
| Гавайский пир на открытом воздухе превращается в кошмар, когда у барбекю находят тело полицейского, который оказывается бывшим напарником Дэнни из полиции Гонолулу. Тщательное расследование отряда 5.0 приводит к противостоянию с начальством, грязными полицейскими и самым влиятельным кокаиновым синдикатом. |            |                                              |                   |                                                                                       |                  |             |                     |
| 9 | 9          | «Po'ipu» «Осада»                             | Брэд Тёрнер       | История: Питер М. Ленков и Шэйн Салерно Телесценарий: Шэйн Салерно                    | 15 ноября 2010   | 109         | 10,34               |
| Убит агент контрразведки, желающий раскрыть правду о будущем покушении на генерала Пака, который должен предстать на саммите за преступления против человечества. Отдел 5.0 ищет девушку в розовом платье и выходит на ЦРУ. Макгаррет встречает старого армейского друга. |            |                                              |                   |                                                                                       |                  |             |                     |
| 10 | 10         | «Heihei» «Гонки»                             | Элоди Кин         | Сара Голдфингер                                                                       | 22 ноября 2010   | 110         | 12,34               |
| Неизвестные в костюмах маляров совершили дерзкое нападение на инкассаторскую машину, убив двоих инкассаторов и тяжело ранив третьего, новичка. Проблема в том, что грабители утопили фургон вместе с деньгами, ничего не взяв. Отдел 5.0 пытается выяснить почему и обосновывается у бывшей жены Дэнно. |            |                                              |                   |                                                                                       |                  |             |                     |
| 11 | 11         | «Palekaiko» «Рай»                            | Фред Туа          | Дэвид Волков и Дж. Р. Орси                                                            | 6 декабря 2010   | 111         | 10,51               |
| Пара браконьеров, охотясь в заповеднике на кабанов, натыкается на жертву похищения. Муж жертвы тоже пропал, а свекровь обвиняет невестку в проведении брачной аферы. Однако Отдел 5.0 выясняет, что девушка ни при чём, так как у похищения есть почерк серийного убийцы, охотящегося на молодожёнов. |            |                                              |                   |                                                                                       |                  |             |                     |
| 12 | 12         | «Hana 'a'a Makehewa» «Отчаянные меры»        | Крис Фишер        | История: Питер М. Ленков Телесценарий: Кэрол Барби и Кайл Харимото                    | 13 декабря 2010  | 112         | 10,91               |
| Накануне Рождества жизнь Чина находится в опасности, когда Отдел 5.0 сталкивается со старым знакомым — здоровым и вполне дышащим Виктором Хессом. |            |                                              |                   |                                                                                       |                  |             |                     |
| 13 | 13         | «Ke Kinohi» «Начало»                         | Брэд Тёрнер       | История: Питер М. Ленков Телесценарий: Николь Ренадайв                                | 3 января 2011    | 113         | 11,00               |
| Трое неизвестных в масках проникают в дом Макгаррета и похищают ящик с уликами по делу гибели его матери. Макгаррет и остальные пытаются закончить расследование, чтобы обеспечить себе безопасность. Расследование выводит на видного бизнесмена из Японии Хиро Нашимури, который не только главный меценат Гавайев и близкий друг губернатора, но и судя по всему глава местной группировки якудза. |            |                                              |                   |                                                                                       |                  |             |                     |
| 14 | 14         | «He Kane Hewa' Ole» «Невиновный»             | Крис Фишер        | Питер М. Ленков и Пол Збышевски                                                       | 17 января 2011   | 114         | 10,83               |
| При преследовании полицией автомобиля, его водитель попадает в ДТП. При нем обнаруживается сюрприз — запакованная коробка с чьей-то головой. Попытка выяснить личность приводит Чина к его бывшей невесте, Макгаррета и Дэнни — к семье китайских нелегалов, среди которых есть мальчик, в котором Макгаррет видит родственную душу. В конце концов Отдел 5.0 должен вычислить убийцу, от которого зависит жизнь похищенной девушки — жены жертвы.                                                                          |            |                                              |                   |                                                                                       |                  |             |                     |
| 15 | 15         | «Kai e'e» «Прилив»                           | Дуэйн Кларк       | Мелисса Гленн и Джессика Райдер                                                       | 23 января 2011   | 115         | 19,34               |
| Отдел 5.0 расследует исчезновение доктора Нормана Рассела, главы службы предупреждения цунами и стихийных бедствий. Тем временем поступают сигналы о приближающемся цунами, объявляется эвакуация прибрежной зоны острова. |            |                                              |                   |                                                                                       |                  |             |                     |
| 16 | 16         | «E Malama» «Защита»                          | Брэд Тёрнер       | История: Кэрол Барби Телесценарий: Кайл Харимото и Шэйн Салерно                       | 7 февраля 2011   | 116         | 11,01               |
| Главного свидетеля (девушку) по важному делу, связанному с наркокартелем, пытаются убить. Стив и Чин отправляются на поиски девушки, которая смогла сбежать от убийц и укрыться в лесу. Им нужно торопиться, ведь свидетеля нужно доставить до 17:00, в противном случае преступника отпустят. Тем временем Дэнни занят расследованием покушения на свою семью. |            |                                              |                   |                                                                                       |                  |             |                     |
| 17 | 17         | «Powa Maka Moana» «Пират»                    | Брэд Тёрнер       | Джо Хэлпин                                                                            | 14 февраля 2011  | 117         | 10,73               |
| Команда 5.0 получает задание найти детей, которые были похищены во время круиза. На палубе корабля находят два трупа. Один из убитых был пиратом, и подозрение сразу падает на них. Но всё вовсе не так просто, как кажется. |            |                                              |                   |                                                                                       |                  |             |                     |
| 18 | 18         | «Loa Aloha» «Долгое прощание»                | Эрик Ланёвилль    | Пол Збышевски и Майк Счоуб                                                            | 21 февраля 2011  | 118         | 10,45               |
| Отдел 5.0 должен расследовать нападения на детей судьи и прокурора, устроенные психом-подрывником. Когда казалось бы нашелся преступник, отдел начинает интересовать почему жертвы - дети, а не сами юристы. Также на Гавайи неожиданно приезжает брат Дэнни — Мэттью, за которым следят агенты ФБР. |            |                                              |                   |                                                                                       |                  |             |                     |
| 19 | 19         | «Ne Me'e Laua Na Paio» «Герои и злодеи»      | Мэтт Эрл Бисли    | Дж. Р. Орси и Дэвид Волков                                                            | 21 марта 2011    | 119         | 10,01               |
| Участник конференции, посвященной комиксам, падает с балкона отеля. Макс устанавливает, что это убийство, так как на жертве есть следы порезов от стекла, а на руках - остатки клейкой ленты. Отделу 5-0 предстоит непростое расследование. Тем временем Стив знакомится с аналитом ЦРУ Дженной Кей, которая рассказывает ему о настоящем убийце его родителей. |            |                                              |                   |                                                                                       |                  |             |                     |
| 20 | 20         | «Ma Ke Kahakai» «Берег»                      | Ларри Тенг        | Элвуд Рейд                                                                            | 11 апреля 2011   | 120         | 9,54                |
| Стив и Дэнно отправляются в горы, чтобы увидеть древние гавайские петроглифы, и там находят труп рыбака. Стив ломает руку. Расследование приводит Отдел 5.0 к уже разыскиваемому убийце. |            |                                              |                   |                                                                                       |                  |             |                     |
| 21 | 21         | «Ho'opa'i» «Возмездие»                       | Дуэйн Кларк       | История: Шэйн Салерно и Питер М. Ленков Телесценарий: Шэйн Салерно                    | 18 апреля 2011   | 121         | 11,44               |
| К жене и сыну из Нью-Йорка возвращается детектив Редж Коул, бывший два года под прикрытием. В ту же ночь на его дом нападают двое неизвестных, которые убивают его жену, одного из охранников и чуть не убивают его и его сына Кевина. Подозрение сразу падает на криминального босса Джимми Кэннона, у которого детектив работал два года. Вопрос в том, был ли у кого-то, кроме Кэннона, мотив для убийства? |            |                                              |                   |                                                                                       |                  |             |                     |
| 22 | 22         | «Ho'ohuli Na'au» «Близко к сердцу»           | Бред Тернер       | История: Питер М. Ленков Телесценарий: Кайл Харимото                                  | 2 мая 2011       | 122         | 9,83                |
| Известный гламурный фотограф Ренни Синклер приехал на Гавайи фотографировать моделей в купальниках, но кто-то поджёг его в запертом трейлере. |            |                                              |                   |                                                                                       |                  |             |                     |
| 23 | 23         | «Ua Hiki Mai Kapalena Pau» «До самого конца» | Стив Бойм         | История: Питер М. Ленков Телесценарий: Дэвид Волков                                   | 9 мая 2011       | 123         | 9,45                |
| Отдел 5.0 и Дженна Кейл подготовили операцию по захвату Во Фата, но в доме Во Фата обнаружился Санг Мин. Убегая от полиции, Санг Мин забегает в чужой дом, где Дэнни обнаруживает труп мужчины, отравленного зарином. Отдел 5.0 начинает охоту за химическим оружием, а Дэнно выздоравливает под присмотром своей семьи. |            |                                              |                   |                                                                                       |                  |             |                     |
| 24 | 24         | «Oia'i'o» «Правда»                           | Стив Бойм         | История: Питер М. Ленков Телесценарий: Дэвид Волков                                   | 16 мая 2011      | 124         | 10,41               |
| На глазах у губернатора взрывается машина её помощницы — Лоры Хиллс. Отдел 5.0 начинает расследовать взрыв и выясняет, что именно Лора посылала Стиву конверты с уликами, собранными его отцом. Дэнно планирует воссоединение с семьей. Но для Отдела 5.0 настают тяжёлые времена, и ему приходится менять планы. |            |                                              |                   |                                                                                       |                  |             |                     |